# Elton Wise
Elton Wise, född 30 april 2020, är en italiensk varmblodig travhäst som tränas och körs av Alessandro Gocciadoro.
Elton Wise började tävla 2022 och inledde med andraplats att därefter ta sin första seger i sin andrastart. Han har hittills sprungit 93 980 euro på 9 starter, varav 4 segrar och 1 andraplatser. Karriärens hittills största seger har kommit i Prix Paul-Viel (2023).

## Statistik
| Statistik för Elton Wise (Ref.) | Statistik för Elton Wise (Ref.) | Statistik för Elton Wise (Ref.) | Statistik för Elton Wise (Ref.) | Statistik för Elton Wise (Ref.) | Statistik för Elton Wise (Ref.) |
| ------------------------------- | ------------------------------- | ------------------------------- | ------------------------------- | ------------------------------- | ------------------------------- |
| Starter                         | Placeringar                     | Startprissumma                  | Segerprocent                    | Platsprocent                    | Rekord                          |
| 9                               | 4-1-0                           | 93 980 euro                     | 44 %                            | 56 %                            | 1.14,2ak,                       |

### Större segrar
| År   | Lopp           | Kusk                  | Vinstbelopp | Grupp   |
| ---- | -------------- | --------------------- | ----------- | ------- |
| 2023 | Prix Paul-Viel | Alessandro Gocciadoro | 67 500 EUR  | Grupp 2 |